# Ringwereld-serie
De Ringwereld-serie is het bekendste onderdeel van het Known Space-stelsel van verhalen van sciencefiction-auteur Larry Niven. De eigenlijke Ringwereld-serie bestaat uit vier boeken met Ringworld (1970) als eerste en bekendste boek: dit geldt als klassiek werk en won de Hugo, Locus, en Nebula Award.

## Fictionele wereld
Op het ogenblik dat Ringworld start (circa 2850 AD) gaat het goed met de aarde. Mensen kunnen heel lang leven dankzij een speciaal product (boosterspice), de bevolkingsomvang is stabiel vanwege een stelsel wetten over voortplanting (fertility laws), er is een hoog niveau van technologie en er is geen vervuiling meer.
Mensen hebben een heel aantal koloniën gesticht op andere planeten (de Known space). Deze andere planeten zijn redelijk bereikbaar dankzij een sneller-dan-licht mechanisme (hyper drive) dat gekocht is van buitenaardse intelligente wezens (Outsiders). De oorlogen met de krijgshaftige Kzinti (enkelvoud: Kzin) zijn allemaal gewonnen en er is vrede. Tot zo'n twee en een halve eeuw eerder werd de handel in rompen van ruimteschepen gedomineerd door nog weer andere buitenaardse intelligente wezens, Pierson's puppeteers ('poppenspelers'), maar toen deze erachter kwamen dat de Melkweg bezig is te exploderen zijn deze onmiddellijk gevlucht. Aangezien het nog twintigduizend jaar duurt voor de explosie de aarde bereikt vinden mensen dat dit van later zorg is.
In de serie speelt de aarde een beperkte rol, meestal op de achtergrond. De actie speelt zich grotendeels af op de Ringwereld, een wonderbaarlijke kunstmatige wereld, ver weg van de aarde. Van een afstand ziet de Ringwereld eruit als een hoepel, of een lint, om een ster. De straal (afstand van binnenoppervlak tot de ster) is ongeveer gelijk aan de afstand van de aarde tot de zon (circa 1 AE). De Ringwereld is zo georiënteerd dat het effect van de ontploffing van de Melkweg voor de bewoners minimaal zal blijven.
De Ringwereld draait rond met een snelheid die tot gevolg heeft dat de zwaartekracht die op het binnenoppervlak ervaren wordt ongeveer overeenkomt met de zwaartekracht van de aarde. In zekere zin lijkt de Ringwereld op een smal (maar dik) reepje uit een Dyson-sphere, maar zonder noodzaak voor machines die kunstmatige zwaartekracht genereren. Ook zorgt het ronddraaien er voor dat de hele constructie onder spanning staat (als een hangbrug zonder begin- of eindpunt) en dus stijf en sterk is. Wel is het zo dat de trekkracht die vereist is om de Ringwereld bij elkaar te houden betekent dat het materiaal waarvan de Ringwereld gemaakt is buitengewone fysieke eigenschappen moet hebben: dit materiaal (scrith) dient onverklaarbaar sterk te zijn, en het wordt niet verklaard hoe dat kan.
Aan beide randen zijn er buitenwanden van meer dan duizend kilometer hoog die de lucht binnen de ring houden. De breedte van rand tot rand is ongeveer gelijk aan de diameter van de centrale ster. Het binnenoppervlak is ongeveer drie miljoen keer zo groot als het aardoppervlak.  
Op het binnenoppervlak lijkt het altijd of de 'zon' recht boven het hoofd staat (de 'zon' gaat niet op of onder). Om toch een dag-nacht verschil te veroorzaken draait er een aantal panelen om de ster (shadow squares). Het gevolg is wel dat 's nachts een overspannende boog, van lichte en donkere plakken, zichtbaar is.
De Ringwereld wordt bewoond door allerlei volkeren en soorten, die hun eigen evolutionaire niches hebben veroverd, vermoedelijk over geologische tijdschalen. Het is te veronderstellen dat zij allemaal afstammelingen zijn van de bouwers van de Ringwereld, en zij zijn duidelijk mensachtig. Elke beschaving op de Ringwereld heeft te maken met het gegeven dat alle energie van de 'zon' moet komen, hetzij direct (zonnecollectoren) hetzij indirect (alcohol van plantaardige oorsprong). Ook is er maar een dunne laag grond, zodat uitgebreide mijnbouw niet mogelijk is.

## Titels
- Ringworld (1970)
- The Ringworld Engineers (1980)
- The Ringworld Throne (1996)
- Ringworld's Children (2004)

Van deze boeken zijn de eerste en derde oorspronkelijk uitgegeven door Ballantine Books, de tweede door Holt, Rinehart and Winston, en de vierde door Tor Books in de VS, en in paperback door Del Rey (de eerste drie) en Tor Books (de vierde). Er zijn uiteraard ook digitale versies en luisterboeken.  
Voor een goed begrip van de serie is het prequel Protector (1974) dat zich meerdere eeuwen eerder afspeelt belangrijk. Ook het korte verhaal "At the Core" (1966), dat zich twee en een halve eeuw eerder afspeelt is van enig belang (opgenomen in de verzamelbundels Neutron Star, 1968, en Crashlander, 1995). 
De vier boeken zijn naar het Nederlands vertaald als Ringwereld, Bouwers van Ringwereld, Beschermers van Ringwereld, en Kinderen van Ringwereld. De boeken Protector en Neutron Star zijn vertaald als Beschermheer en Neutronster.

## Algemene karakteristieken
Alle vier de romans van de eigenlijke serie worden verteld in de derde persoon, alle vier door een en dezelfde persoon, te weten Louis Wu, een man die bij het begin 200 jaar oud is. Een belangrijk thema van de serie is hoe samen te werken met andere intelligente soorten, vooral ook als ze niet alleen heel andere percepties en drijfveren hebben, maar ook intelligenter zijn dan mensen. In de boeken komt een groot scala aan nieuwe technologie voor, met allerlei consequenties voor hoe maatschappijen zich organiseren.
Het eerste deel schetst hoe een team van vier gerecruteerd wordt: een Pierson puppeteer, twee mensen (man en vrouw) en een Kzin. Onderweg bezoeken ze de wereld van de puppeteers: het blijkt dat de puppeteers hun wereld mee hebben genomen op hun vlucht (plus nog vier planeten, samen: Fleet of worlds). Aangekomen bij de Ringwereld storten zij neer, zodat de ontdekkingstocht in het kader komt te staan van de vraag hoe zij de Ringwereld weer kunnen verlaten. Dat lukt uiteindelijk, al is het met slechts drie van de oorspronkelijke vier bemanningsleden.
In het tweede deel komt er een andere Pierson puppeteer op het toneel: deze is door een interne machtswisseling werkeloos geworden en wil een nieuwe expeditie, op zoek naar een nieuwe technologie die voor machtsherstel kan zorgen. Deze spoort Louis Wu en de Kzin op, ontvoert en verjongt hen en brengt hen naar de Ringwereld. Deze blijkt op het punt te staan vernietigd te worden: net als een draaiend fietswiel is de Ringwereld stabiel wat betreft het vlak van draaiing, maar kan binnen dat vlak makkelijk voor- of achteruit. De bouwers hadden grote motoren op de randen gemonteerd om de Ringwereld op zijn plaats te houden, maar latere bewoners hadden deze verwijderd om ze te gebruiken in ruimteschepen. Drastische maatregelen zijn nodig om de situatie te herstellen.
In het derde deel staan de drie teamleden weer voor dezelfde vraag hoe te kunnen vertrekken van de Ringwereld. Ze komen tot de conclusie dat het hopeloos is, en gaan elk huns weegs, en hebben diverse avonturen. De Kzin verdwijnt uit beeld, maar stuurt later zijn zoon naar Louis Wu, in de hoop dat deze hem wijsheid bij zal brengen. Het blijkt dat diverse regeringen, van de aarde en van allerlei andere soorten intelligente buitenaardse soorten, ook interesse in de Ringwereld hebben: zij hebben oorlogsschepen gestuurd. Daarmee wordt de vraag actueel wie er verantwoordelijk is voor het voortbestaan van de Ringwereld, en wie er leiding geeft aan wie.
In het vierde deel worden die oorlogsschepen steeds actiever en er ontstaat langzamerhand een echte oorlog. Nog drastischer maatregelen zijn nodig om de Ringwereld te redden. Louis Wu en de puppeteer weten uiteindelijk aan de Ringwereld te ontsnappen, terwijl die veilig gesteld wordt.

## Verder
Het eerste deel, Ringworld geldt als klassieker en won de Hugo, Locus en Nebula Award. Het is veelvuldig heruitgegeven, zelfs als Ringworld: the graphic novel (2014-2015, twee delen). Er is ook een begeleidend boek The guide to Larry Niven's Ringworld (Baen, 1994). De Ringwereld heeft ook geleid tot computerspellen, en tot diverse academische studies.
Daarnaast heeft Niven in samenwerking met Edward M. Lerner een vijftal romans gepubliceerd die zich afspelen rond de werelden van de puppeteers. Deze geven de achtergrond voor de motivatie van de puppeteers ten opzichte van de Ringwereld:
- Fleet of Worlds (2007)
- Juggler of Worlds (2008)
- Destroyer of Worlds (2009)
- Betrayer of Worlds (2010)
- Fate of Worlds (2012)

Deze zijn alle vijf uitgegeven door door Tor Books. Verhaal-chronologisch spelen de eerste vier romans zich af vóór het begin van Ringworld en het vijfde na het einde van de eigenlijke Ringwereld-serie. In het vierde en vijfde boek van deze aanvullende serie komt Louis Wu ook voor. In zekere zin, al is het heel beperkt, is het vijfde boek dus ook een vervolg op de eigenlijke Ringwereld-serie. Deze aanvullende Fleet of Worlds-serie werd lang niet zo goed ontvangen als de Ringwereld-serie.